# Щит-Немирович, Кшиштоф (ум. 1720)
Кшиштоф Бенедикт Щит-Немирович (Кшиштоф Щит Немирович, Кшиштоф Щит) (умер в 1720 году) — государственный и военный деятель Великого княжества Литовского, чашник великий литовский (1702—1713), каштелян смоленский (1713—1720), ротмистр панцирной хоругви (с 1700), хорунжий полоцкий (с 1697), стольник полоцкий (с 1682), консуляр от Полоцкого воеводства в Сандомирской конфедерации (1704).

## Биография
Представитель литовского шляхетского рода Щитов-Немировичей герба «Ястржембец». Один из шести сыновей подкомория полоцкого Юстиниана Щита-Немировича (ум. 1677) и Анны Тукович (ум. 1694).
В 1672 году Кшиштоф Щит принимал незначительное участие в предсеймовом сеймике в Полоцке. В 1674 году вместе со своим отцом и братьями от Полоцкого воеводства подписал элекцию Яна III Собеского. В 1677 и 1682 годах он избирался депутатом от Полоцка в Трибунал Великого княжества Литовского. В 1682 году получил звание стольника полоцкого. В 1680-х годах Кшиштоф Щит был связан с лагерем Сапег-Огинских.
В 1683 году Кшиштоф Щит-Немирович принимал участие в венской кампании польского короля Яна III Собеского.
Избирался депутатом (послом) от Полоцкого воеводства на сеймы в 1688, 1692, 1693 годах. На сейме 1693 года он подписал манифест, призывая короля Яна Собеского покинуть страну без совета и обороны. В 1695 году он был вновь избран послом от Полоцкого воеводства на сейм. В 1696 году он принимал участие в конвокационном сейме в Варшаве, а после его закрытия в генеральной конфедерации. В 1697 году он получил должность хорунжего полоцкого.
В 1697 году Кшиштоф Щит вышел из сапежинской группировки и присоединился к республиканцам, начавшим борьбу против доминирования рода Сапег в Великом княжестве Литовском. На элекционном сейме 1697 года он поддержал кандидатуру саксонского курфюрста Августа Сильного на польский королевский престол. Он представлял Полоцкое воеводство на коронации Августа II Сильного, затем на пацификационном сейме, где он был избран в состав делегации, отправленной к новому королю для изменения конституции и выводе саконских войск из Речи Посполитой.
В 1700 году Юзеф Щит-Немирович подписал в Вильно мирное соглашение республиканцев с Сапегами (договор не вступил в силу). В том же году в качестве ротмистра панцирной хоругви он вместе с каштеляном Михаилом Казимиром Пацем провел перепись посполитого рушения полоцкой шляхты. Командуя панцирными хоругвями от Полоцкого воеводства, он принимал участие в победном сражении с Сапегами под Олькениками (18 ноября 1700 года). Отимени республиканского движения он подписал в Вильнюсе акт о признании за польским королем Августом Сильным абсолютной власти в Великом княжестве Литовском (24 сентября 1700 года).
В качестве депутата от Полоцкого воеводства в 1701 году он участвовал в съездах республиканцев в Рожанах, Вильно и Гродно. В качестве депутата от Полоцкого воеводства Кшиштоф Щит принимал участие в советах конфедерационных рад в Варшаве и Торуне в 1702 году и съезде республиканцев в Вильнюсе, где в 1703 году была создана генеральная конфедерация ВКЛ в защиту короля Августа Сильного. В 1703 году он участвовал в совете конфедератов в Мальборке. В том же 1703 году на сейме в Люблине он был избран депутатом в Скарбовый Трибунал, а также во время съезда под Сандомиром в 1704 году он стал депутатом в суды Сандомирской конфедерации. В 1705 году он участвовал в работе Сандомирской конфедерации в Гродно.
Связанный с гетманом польным литовским Михаилом Вишневецким, при поддержке которого он в 1702 году получил должность чашника великого литовского. В 1704 году Кшиштоф Щит-Немирович участвовал в боях в Жемайтии со шведами и их сторонниками Сапегами, в том числе победе под Шкудами над Кшиштофом Кезгайло-Завишей. В 1706—1707 годах он находился в лагере Михаила Вишневецкого в Каунасе.
В 1707 году Кшиштоф Щит подписал акт о междуцарствии в Люблине. В 1708 году он вел борьбу с русско-литовскими отрядами гетмана польного литовского Григория Огинского и вместе с лагерем Михаила Вишневецкого признал королем Станислава Лещинского. В 1709 году Кшиштоф Щит-Немирович одобрил возвращение на престол Августа Сильного, покинул лагерь Михаила Вишневецкого и связался с королевским двором и гетманом польным литовским Станиславом Денгофом. В 1709—1716 годах он командовал пятигорскими хоругвями в литовской армии.
В 1710 году он был избран депутатом от Полоцкого воеводства на Варшавскую вальную раду, на которая подтвердила его избрание депутатом в Скарбовый Трибунал ВКЛ. В 1713 году Кшиштоф Щит-Немирович был назначен каштеляном смоленским и стал пытаться добиться должности воеводы мстиславского. В 1717 году он принимал участие в Немом сейме, где он был избран депутатом скарбового трибунала.

## Собственность
Кшиштоф Щит-Немировч владел значительным земельными владениями, в основном, в Полоцком воеводстве. Ему принадлежали Прозороки, Ососково, Ушачи, Дотнува, Кожан-Городок, Комаровщина, Лисьно, Хлинце, Яловка, Санники, Болотница, Орехово, Поневежис и др.
Его вторая жена завещала ему право на староство ясвонское, которое в 1707 году унаследовал их старший сын Юзеф.
Спонсор ордена францисканцев в Прозороках и босых кармелитов в Каунасе. Вместе с женой Анной Завишей построил костёл кармелитов в Каунасе.

## Семья и дети
Кшиштоф Щит-Немирович был трижды женат.
1-я жена — Людвика Хрептович, вдова подстолия браславского Кшиштофа Кимбара, дочь Ежи Хрептовича, внучка воеводы новогрудского Ежи Хрептовича, сестра Сюзанны, жена Томаша Сапеги, воеводы новогрудского и венденского. Первый брак был бездетным.
2-я жена — Катажина Беннет (ум. 1695), вдова старосты ясвонского Ежи Константина Юдицкого, сына каштеляна минского Александра Юдицкого (ум. 1677). Дети от второго брака:
- Бенедикт (умер бездетным)

3-я жена — Анна Кезгайло-Завиша (ум. 1736), дочь старосты браславского Яна Завиши (ок. 1620—1671) и Аполлонии Кришпин-Киршенштейн, внучка маршалка великого литовского Кшиштофа Кезгайло-Завиши и подскарбия великого литовского Иеронима Кришпин-Киршенштейна. Дети от третьего брака:
- Юзеф (ум. 1745), каштелян мстиславский. Женат на Петронелле Володкович
- Ян Кшиштоф (ум. 1756/1771), женат на Людвике Пац, дочери каштеляна полоцкого Михаила Паца. Отец Юзефа и Кшиштофа
- Доминик, умер в детстве
- Тереза, жена генерального старосты жемайтского Юзефа Бенедикта Тышкевича (ок. 1694—1754)

Анна Щит-Немирович была похоронена в костёле босых кармелитов в Каунасе.
Сыновья Кшиштофа Бенедикта стали основателями двух линий Щитов-Немировичей:
- юховицкая ветвь, потомки Юзефа (ум. 1745)
- кожан-городокская ветвь, потомки его брата Яна Кшиштофа.